# Rue Poissonnerie
La rue Poissonnerie est une voie bayonnaise (Pyrénées-Atlantiques), située dans le quartier du Grand Bayonne.

## Situation et accès
La rue Poissonnerie relie la rue d'Espagne, à laquelle elle est perpendiculaire, à la rue Port-de-Bertaco, en descendant vers la Nive. Elle se situe dans le prolongement de la rue de Luc. La rue Gosse, la rue de la Salie et la rue des Augustins y aboutissent.